# Jieznas
Jieznas (pronunc. Yieznas) es una pequeña ciudad en Lituania, Condado de Kaunas y municipio de Prienai. Situada 16 km al este de Prienai en lado de Lago Jieznas. Tiene 1.383 habitantes (en 2006). Jieznas es mencionado por primera vez en registros escritos en 1492.
- Datos: Q47068
- Multimedia: Jieznas / Q47068